# Boatniks - I marinai della domenica
Boatniks - I marinai della domenica (The Boatniks) è un film del 1970 diretto da Norman Tokar.
È una commedia statunitense con Robert Morse, Stefanie Powers e Phil Silvers.

## Produzione
Il film, diretto da Norman Tokar su una sceneggiatura di Arthur Julian con il soggetto di Martin Roth, fu prodotto da Ron W. Miller per la Walt Disney Productions e girato a Balboa Beach, Newport Beach, California.

## Colonna sonora
- Boatniks - di Bruce Belland Robert F. Brunner

## Distribuzione
Il film fu distribuito nei cinema statunitensi il 1º luglio 1970 dalla Buena Vista Distribution Company e per l'home video dalla Walt Disney Home Video.
Altre distribuzioni:
- nel Regno Unito il 26 luglio 1970
- in Svezia il 24 settembre 1970 (Boatniks - Snedseglarna e Full Gas Skepparn)
- in Danimarca il 17 ottobre 1970 (The boatniks - bolværksmatroser til søs)
- in Francia il 30 ottobre 1970 (Les boatniks - Du vent dans les voiles)
- in Germania Ovest il 18 dicembre 1970 (Die Bruchschiffer)
- in Finlandia il 5 marzo 1971 (Boatniks - täyttä höyryä, kippari e, in TV, Pelastajat pulassa)
- in Giappone il 24 aprile 1971
- in Spagna il 21 giugno 1971 (Marineros sin brújula)
- in Turchia nel dicembre del 1972 (Çilgin denizciler)
- negli Stati Uniti il 10 giugno 1977 (redistribuzione)
- in Grecia (2 trelloi... trelloi thalassolykoi)
- in Brasile (Marinheiros Desastrados)
- in Italia (Boatniks - I marinai della domenica)

## Promozione
Le tagline del film erano:
- "Ashore or afloat, they're rocking the boat!".
- "Here come those marina madcaps who go down to the sea in ships - EVERY BLESSED WEEKEND...down and down and down and down and d".